# Селеукское месторождение фосфоритов
Селеукское месторождение фосфоритов — месторождение фосфоритов (агрохимического сырья) на правобережье реки Селеук в 30 км к юго-востоку от города Ишимбая возле деревни Уразбаево. Геологически расположено на восточной окраине Русской платформы, в пределах Предуральского краевого прогиба, непосредственно в западном крыле Селеукской антиклинали.
Точнее расположение: в 15 км от деревни Уразбаево, в 5,5 км к юго-востоку деревни Верхнеиткулово, в 27 км от железнодорожной станции Ишимбаево добывается фосфор. К северу проходит автодорога Стерлитамак — Белорецк.

## История
Геологическое изучение Селеукского проявления проводилось в 40-х гг. прошлого века (Уфлянд Ц. И., 1942), при геолого-съёмочных работах 1988—1996 гг. (Шевчун Н. П. и др., 1996) и поисково-оценочных работах в 1999—2003 гг. ОАО «Башкиргеология» (Халиуллина Ф. Г., Алексеев Б. П., 2003).
Экономическая оценка проявления впервые выполнена в 1994 году (ТЭС, Соколов А. С. и др. 1994).

## Селеукское проявление фосфитов
Расположено в 500 м от Уразбаево.
На площади проявления развиты отложения ассельского (фосфоритоносного) и сакмарского ярусов нижнепермского возраста. Падение горных пород запад-юго-западное по азимуту 240-265о, угол падения — 12-15о. Мощность отложений ассельского яруса колеблется от 30 до 100 м. Селеукское проявление состоит из двух участков: Северного и Южного, разделённых оврагом Мунсагул. Полезная толща состоит из Нижней, Средней и Верхней фосфоритовых пачек. Мощность пачек колеблется от 0,8 до 4,4 м.
Строение пачек сходное, они образованы переслаиванием тонкослоистого буровато-серого карбонатно-кремнистого фосфорита, доломита полосчатого, известняка пористого, органогенного, окремненного, реже афанитового. Прослои фосфоритов имеют линзообразную форму, их количество в каждой пачке изменяется от 3 до 12, в том числе наименьшее — в Верхней пачке (3-4), наибольшее — в Средней и Нижней пачках (11-12). Мощность фосфоритовых прослоев внутри пачек неравномерная — от 2 до 77 см. Среднее содержание Р2О5 в прослоях фосфоритов внутри пачек составляет 15-17 %, а по отдельным пробам достигает 25 %. Среднее содержание Р2О5 по проявлению составляет 8 %.
Фосфоритовые пачки разделены безрудными прослоями, состоящими из средне- и мелкокристаллического, окремненного, органогенного доломита, афанитового известняка с единичными прослойками фосфорита. Мощность безрудных прослоев достигает 4 м и более. Границы рудных пачек с вмещающими породами чёткие.
Фосфоритоносная серия осадков перекрыта с поверхности рыхлыми и коренными породами. Рыхлые породы представлены глиной с обломками коренных пород и щебнем выветрелых доломитизированных известняков, доломитов, аргиллитов и кремнистых пород. Мощность рыхлых пород колеблется от 1,5 до 6,0 м, средняя −3,2 м. Коренные породы состоят из известняков, доломитов и алевролитов. Мощность от 6 до 29 м, средняя — 16 м. Общая мощность перекрывающих пород возрастает по падению фосфоритоносных пачек в запад-юго-западном направлении с 10 до 39 м, средняя мощность — 23 м.
Запасы и прогнозные ресурсы фосфоритовой руды Селеукского проявления подсчитаны авторами в количестве 69,4 млн т, пятиокиси фосфора (Р2О5) — 5,6 млн т, в том числе запасы фосфоритов категории С2 заб. по Северному участку составили 14,4 млн т, пятиокиси фосфора — 1,2 млн т; прогнозные ресурсы фосфоритов категории Р1 по Южному участку составили 55,5 млн т, пятиокиси фосфора — 4,4 млн т. Республиканская комиссия по запасам (протокол заседания РКЗ от 28.05.2004 N 4/1036) утвердила запасы Северного участка по категории С2 в забалансовой группе учёта в количестве 14,4 млн т руды и 1,2 млн т пятиокиси фосфора.